# 811 Nauheima
Nauheima è un asteroide della fascia principale. Scoperto nel 1915, presenta un'orbita caratterizzata da un semiasse maggiore pari a 2,8949826 UA e da un'eccentricità di 0,0759097, inclinata di 3,13624° rispetto all'eclittica.
Stanti i suoi parametri orbitali, è considerato un membro della famiglia Coronide di asteroidi.
Il suo nome è un omaggio alla città di Bad Nauheim, in Germania.